# Sellnickochthonius danubialis
Sellnickochthonius danubialis är en kvalsterart som beskrevs av Sandór Mahunka 1997. Sellnickochthonius danubialis ingår i släktet Sellnickochthonius och familjen Brachychthoniidae. Inga underarter finns listade i Catalogue of Life.